# Kościół pielgrzymkowy św. Piotra w Kafarnaum
Kościół pielgrzymkowy św. Piotra w Kafarnaum – nowoczesny rzymskokatolicki kościół pielgrzymkowy położony na terenie stanowiska archeologicznego Kafarnaum, na północy Izraela. Kościół jest częścią klasztoru franciszkanów w Kafarnaum. Jest on pod wezwaniem św. Piotra.
Wykopaliska archeologiczne prowadzone w tym miejscu, odkryły kolejne warstwy struktur mieszkalnych, nad którymi w pierwszej połowie I wieku wzniesiono kościół. Jest on uznawany za „pierwszy kościół na świecie” i możliwe miejsce, w którym stał dom apostoła Piotra. W V wieku, na jego miejscu wzniesiono ośmiokątny kościół. W 1990 roku nad pozostałościami tych dawnych świątyń, wybudowano współczesny kościół pielgrzymkowy.

## Położenie
Kościół pielgrzymkowy św. Piotra leży w centralnej części stanowiska archeologicznego w Kafarnaum, na wysokości 195 metrów p.p.m. na północno-zachodnim wybrzeżu Jeziora Tyberiadzkiego, w depresji Doliny Jordanu na północy Izraela .

## Historia
Archeolodzy odkryli, że pomiędzy I a IV wiekiem, na południe od Białej Synagogi w Kafarnaum istniało niewielkie zgrupowanie skromnych domów, zgrupowanych wokół dwóch dużych połączonych z sobą dziedzińców wewnętrznych. Mury domostw zbudowane były z czarnych kamieni bazaltowych układanych na sucho, a płaskie dachy miały lekką konstrukcję. Długość bocznej krawędzi największej izby wynosiła 8,5 metrów, co wyróżniało ją od innych budynków w odkrytej części Kafarnaum. Najprawdopodobniej w połowie I wieku ściany tego pomieszczenia zostały wytynkowane od wewnątrz, co było związane ze zmianą jego funkcji. Dotychczasowe przeznaczenie mieszkalne zostało przekształcone w funkcję sakralną, a na zachowanych fragmentach tynku archeolodzy odkryli geometryczne wzory, kolorowe kwiaty, rysunki, oraz inskrypcje pisane w języku greckim, aramejskim i łacinie. Napisy wskazują na Jezusa jako „Pana i Chrystusa”. Znaczna część z tych napisów niestety nie jest czytelna. Sugeruje to jednak, że pomieszczenie to, mogło służyć jako miejsce pielgrzymek chrześcijan. Dodatkowym czynnikiem potwierdzającym to przypuszczenie jest fakt, że w warstwie tej nie znaleziono żadnych przedmiotów gospodarstwa domowego. Wydaje się więc, że pomieszczenie było od końca I wieku wykorzystywane jako miejsce spotkań wczesnej wspólnoty chrześcijańskiej Kafarnaum. Istnieje jednak twierdzenie, że nie była to żadna izba, tylko trzeci dziedziniec wewnętrzny. W IV wieku, owo centralne pomieszczenie zostało przebudowane i wyraźnie oddzielone od pozostałej części zabudowań. Nowy budynek posiadał kształt trapezu, którego zachodnia podstawa miała długość 27 metrów, a wschodnia podstawa 30 metrów. Wysokość ścian wynosiła 2,3 metra, a cały budynek posiadał dwa otwory okienne - po stronie południowo-zachodniej i północno-wschodniej. Wnętrze było podzielone na dwa pomieszczenia, które z wyglądu przypominało budowę Świątyni Jerozolimskiej. Z dwóch stron z czasem dobudowano dodatkowe pomieszczenia, a jedyne dwa wyjścia zlokalizowane było w północnej i w południowej części. Najprawdopodobniej w taki sposób „dom księcia apostołów przekształcono w kościół”, o czym opowiadała Egeria w Itinerarium. Ten pierwszy kościół mógł powstać przy udziale chrześcijanina, bogatego Żyda Józefa z Tyberiady, który otrzymał od cesarza Konstantyna upoważnienie do budowy kościoła w Kafarnaum.
W V wieku teren wokół tego małego kościoła został zniwelowany, by dać miejsce do budowy większego kościoła na planie ośmioboku. Jego fundamenty zbudowano z kamieni bazaltowych i wapiennych, a mury z wapienia. Wcześniejsze główne pomieszczenie sanktuarium zajmowało centralną część nowej budowli, co wskazuje, że budowniczowie nowego kościoła starali się zachować jego pierwotną lokalizację. Zniszczono jednak wszystkie przyległe po stronie zachodniej domy mieszkalne. Później do wschodniej ściany dobudowano apsydę, w której najprawdopodobniej zlokalizowano baptysterium. Posadzka bazyliki była wyłożona mozaiką z wzorami geometrycznymi przedstawiającymi okręgi i krzyże, a po stronie zewnętrznej rośliny i zwierzęta. W 570 roku Antonin z Piacenzy wspomina kościół w Kafarnaum: Poszliśmy do domu błogosławionego Piotra w Kafarnaum, gdzie obecnie jest bazylika (łac. Item venimus in Capharnaum in domo beati Petri, quae est modo basilica). Świątynię użytkowano do VII wieku. W 614 Syria i Palestyna zostały podbite przez perskiego władcę Chosrowa II Parwiza. W 637 lub 638 roku władzę objęli muzułmanie z Arabii pod wodzą Umara ibn al-Chattaba, kalifa z dynastii kalifów sprawiedliwych. W okresie arabskiego podboju Palestyny, tutejszy kościół i synagoga były zniszczone . Jerome Murphy-O’Connor, irlandzki dominikanin, biblista, teolog katolicki, profesor École Biblique w Jerozolimie twierdzi, że obydwie budowle zostały zniszczone przed podbojem Palestyny przez Umara ibn al-Chattaba. Jego zdaniem prawdopodobna jest wersja wydarzeń, w której Żydzi, bezpośrednio po najeździe z 614 roku zyskali możliwość odwetu za doznane krzywdy i zburzyli kościół.

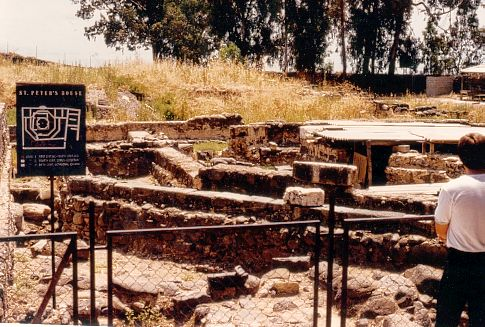
Wykopaliska w miejscu obecnego Kościoła pielgrzymkowego św. Piotra, około 1980 roku

W 1838 roku amerykański podróżnik Edward Robinson odkrył starożytne ruiny na północnym brzegu Jeziora Tyberiadzkiego. Nie skojarzył on jednak odkrytych artefaktów z biblijnym Kafarnaum. Dopiero w 1866 roku brytyjski kapitan Charles William Wilson przeprowadził niewielkie prace archeologiczne i powiązał odkryte ruiny z miastem Jezusa. W 1894 roku franciszkański ojciec Giuseppe Baldi z Neapolu (Kustodia Ziemi Świętej) zdołał odkupić od Beduinów znaczną część tutejszej ziemi. Umożliwiło to Franciszkanom wybudowanie w kolejnych latach ogrodzenia, aby chronić ocalałe ruiny przed coraz częstszymi aktami wandalizmu. Aby utworzyć małą oazę dla pielgrzymów zasadzono palmy i drzewa eukaliptusowe sprowadzone specjalnie z Australii. Zbudowano także niewielką przystań na Jeziorze Tyberiadzkim i Klasztor Franciszkanów w Kafarnaum. W 1990 roku na zlecenie franciszkanów izraelska firma budowlana Solel Boneh pod nadzorem specjalistów z Technion wybudowała współczesny kościół pielgrzymkowy. Został on poświęcony w dniu 29 czerwca 1990 roku. Nazwano go Domem św. Piotra, chociaż brakuje bezpośrednich dowodów na to, że na tym terenie był zlokalizowany rybacki dom Piotra Apostoła.

## Opis budowli
Konstrukcja kościoła opiera się na kształcie ośmiokąta, tak aby odzwierciedlić kształt dawnego kościoła bizantyjskiego. Pod nadzorem archeologów w ziemię wbito betonowe filary, na których opiera się cała budowla. Projekt przygotował włoski architekt Ildo Avetta, który chciał oddać kształt łodzi rybackiej, a na ośmiu drewnianych płaskorzeźbach na kolumnach umieścić motywy fal, ryb i sieci rybackich. Wnętrze jest bardzo skromne, z prostym ołtarzem i podstawowym wyposażeniem liturgicznym. W centralnej części podłogi umieszczono duże okno widokowe, przez które można oglądać pozostałości dawnego kościoła.